# Javier Farinós
Javier Farinós, teljes nevén Francisco Javier Farinós Zapata (Valencia, 1978. március 29. –) spanyol labdarúgó, jelenleg a Hércules CF középpályása.

## Karrierje
Pályafutását a Valencia CF csapatában, pontosabban először annak tartalékegyüttesében, a Valencia CF Mestallában kezdte. Egy szezon után fel is került az első csapatba, amely épp sikeresebb időszakát élte, így egy kupa- és egy szuperkupa-győzelemnek lehetett részese. Az egy évvel későbbi bajnokcsapatnak már nem volt tagja, ugyanis az olasz Internazionaléhez igazolt. Bár itt öt szezont is eltöltött, ezt mindenféle siker nélkül tette. Az öt év alatt mindössze 49 mérkőzésen lépett pályára. Ezalatt kétszer is kölcsön lett adva, előbb a Villarreal, majd a Mallorca csapatának. Végleg 2005-ben tért vissza Spanyolországba, ekkor a Mallorca már nem csak kölcsönbe vette meg őt. 2006-ban szerződött jelenlegi csapatához, a Hércules CF-hez.

## Sikerei, díjai
- Valencia CF
  - Kupagyőztes: 1998-99
  - Szuperkupa: 1999

## Külső hivatkozások
- Statisztikái az LFP honlapján (spanyolul)
- BDFutbol-profilja
- Válogatott statisztikái (spanyolul)
- InterArchives-profilja Archiválva 2010. november 26-i dátummal a Wayback Machine-ben (olaszul)